# José Antonio Lecaros Valdés
José Antonio Lecaros Valdés fue un político y abogado chileno.

## Biografía
Hijo del diputado José Antonio Lecaros Alcalde y Rosa Valdés Larrea. Hermano del diputado Julio Lecaros Valdés.
En 1854 se desempeñó como gobernador del departamento de Caupolicán.
Se tituló de abogado el 9 de noviembre de 1855.
El 15 de junio de 1856 se casó con Ana María Reyes Cotapos con quien tuvo 8 hijos: Ana María, Ignacia de las Nieves, José Manuel (primer bibliotecario jefe de la Biblioteca del Congreso Nacional de Chile entre 1895-1890), Eduardo, Ricardo, Amelia del Carmen, Teresa y Elisa.
Diputado propietario por Melipilla, periodo 1861-1864. Integró la Comisión Permanente de Educación y Beneficencia.
Diputado suplente por San Fernando, periodo 1864-1867.
Fue uno de los directores de la Sociedad Filarmónica de Chile.